# Eduard van Savoye
Eduard van Savoye bijgenaamd de Liberaal (circa 1273 - Gentilly, 4 november 1329) was van 1323 tot aan zijn dood graaf van Savoye. Hij behoorde tot het huis Savoye.

## Levensloop
Eduard was de oudste zoon van graaf Amadeus V van Savoye en diens eerste echtgenote Sibylle van Bâgé. Op 18 oktober 1307 huwde hij in het kasteel van Montbard met Blanche (1288-1348), dochter van hertog Robert II van Bourgondië. Hun enige dochter Johanna (1310-1344) huwde in 1329 met hertog Jan III van Bretagne. In 1323 volgde hij zijn vader op als graaf van Savoye.
Hij nam deel aan verschillende oorlogsconflicten. Zo had hij een conflict met baron Hugo van Faucigny toen die een kasteel had gebouwd binnen het Savoyaardse grondgebied. Eduard belegerde het kasteel en liet het vervolgens slopen. De baron van Faucigny sloot daarop een alliantie met dauphin Guigo VIII van Viennois en met graaf Hugo van Genève en belegerde het kasteel van Chillon dat in Eduards bezit was. Eduard kon de aanvallers tot de terugtrekking dwingen. Er volgden daarna nog meerdere aanvallen en in februari 1325 werd Eduard bij de veldslag van Varey, nabij het kasteel van Varin, verslagen en zelfs bijna gevangengenomen. Hij kon ontkomen richting Pont-d'Ain, waarna hij zich terugtrok.
In 1326 brak er in Maurienne een boerenopstand uit. In 1327 moest Eduard toegevingen doen aan de bisschop en de boeren, waardoor zijn inkomsten uit dit gebied halveerden. In zijn landerijen voerde hij een plooibare politiek en schonk hij zijn gemeenten grotere vrijheden. Eduard kon hij zich namelijk geen interne problemen permitteren omdat het oorlogsconflict met de dauphin van Viennois maar aanhield en hij in deze oorlog zelfs de steun van Frankrijk nodig had. In 1328 begeleidde Eduard koning Filips VI van Frankrijk bij diens veldtocht naar het graafschap Vlaanderen en nam hij deel aan de succesvolle Slag bij Kassel. Terug in Frankrijk legden Eduard en de dauphin van Viennois hun conflict bij op verzoek van de op sterven liggende Clementia van Hongarije, de weduwe van koning Lodewijk X van Frankrijk.
In november 1329 stierf Eduard na een korte ziekte in Gentilly. Omdat hij geen mannelijke nakomelingen had, werd hij als graaf van Savoye opgevolgd door zijn jongere broer Aymon.

## Voorouders
| Overgrootouders | Thomas I van Savoye (1180-1233) ∞ Beatrix van Genève (-1252)    | Thomas I van Savoye (1180-1233) ∞ Beatrix van Genève (-1252)    | Theobald van Lavagna (–) ∞ ? (–)                                | Theobald van Lavagna (–) ∞ ? (–)                                | ? (–) ∞ ? (–)                                                   | ? (–) ∞ ? (–)                                                   | ? (–) ∞ ? (–)                                                   | ? (–) ∞ ? (–)                                                   | ? (–) ∞ ? (–) | ? (–) ∞ ? (–) |
| Grootouders     | Thomas van Savoye (1199-1259) ∞ Beatrix Fieschi (-1283)         | Thomas van Savoye (1199-1259) ∞ Beatrix Fieschi (-1283)         | Thomas van Savoye (1199-1259) ∞ Beatrix Fieschi (-1283)         | Thomas van Savoye (1199-1259) ∞ Beatrix Fieschi (-1283)         | Guy I Damas de Baugé (1230–1269) ∞ Dauphine de Lavieu (–)       | Guy I Damas de Baugé (1230–1269) ∞ Dauphine de Lavieu (–)       | Guy I Damas de Baugé (1230–1269) ∞ Dauphine de Lavieu (–)       | Guy I Damas de Baugé (1230–1269) ∞ Dauphine de Lavieu (–)       |               |               |
| Ouders          | Amadeus V van Savoye (1249-1323) ∞ Sibylle van Bâgé (1255-1294) | Amadeus V van Savoye (1249-1323) ∞ Sibylle van Bâgé (1255-1294) | Amadeus V van Savoye (1249-1323) ∞ Sibylle van Bâgé (1255-1294) | Amadeus V van Savoye (1249-1323) ∞ Sibylle van Bâgé (1255-1294) | Amadeus V van Savoye (1249-1323) ∞ Sibylle van Bâgé (1255-1294) | Amadeus V van Savoye (1249-1323) ∞ Sibylle van Bâgé (1255-1294) | Amadeus V van Savoye (1249-1323) ∞ Sibylle van Bâgé (1255-1294) | Amadeus V van Savoye (1249-1323) ∞ Sibylle van Bâgé (1255-1294) |               |               |